# Michael Oakeshott
Michael Joseph Oakeshott (Chelsfield, 11 dicembre 1901 – Acton, 18 dicembre 1990) è stato un politologo e filosofo britannico.

## Biografia
Nato a Chelsfield, allora nel Kent, si diplomò presso la scuola San Giorgio di Harpenden e successivamente frequentò il collegio Gonville and Caius, laureandosi nel 1923 all'Università di Cambridge.
Chiamato nel 1949 per insegnare al collegio Nuffield dell'Università di Oxford, nel 1951 fu nominato professore ordinario alla cattedra di scienza politica della Facoltà di economia di Londra, dove vi rimase fino al 1969, anno del suo pensionamento.

## Pensiero
Oakeshott fu un eminente critico del razionalismo in politica, privilegiando invece un approccio scettico che ponga le basi per la concezione liberale dello Stato.

## Opere
- Michael Oakeshott, La condotta umana, Bologna, il Mulino, 1985.
- Michael Oakeshott, La politica moderna tra scetticismo e fede, a cura di Timothy Fuller, edizione italiana a cura di Agostino Carrino, Soveria Mannelli, Rubbettino Editore, 2013.
- Michael Oakeshott, Razionalismo in politica e altri saggi, a cura di Giovanni Giorgini, Torino, IBL Libri, 2020.
- Michael Oakeshott, Lezioni di storia del pensiero politico, a cura di Spartaco Pupo, Milano, Jouvence, 2022.